# Microthurge corumbae
Microthurge corumbae är en biart som först beskrevs av Cockerell 1901.  Microthurge corumbae ingår i släktet Microthurge och familjen buksamlarbin. Inga underarter finns listade i Catalogue of Life.